# Château de Batenburg
Le château de Batenburg (en néerl. Kasteel Batenburg) se trouve au village de Batenburg, dans la province de Gelderland, Pays-Bas. Le château est situé à la limite nord du village. Il a été construit sur une motte et est entouré d'une douve. Le château a été détruit par les Français en 1794.

## Histoire
Selon la tradition, il y avait un pignon au-dessus de la porte d'entrée du château, qui indiquait en vieilles lettres gothiques qu'en 527, le château de Batenburg a été construit sur les fondations du temple de Mars Victor. En face de ce portail se trouvait, derrière une belle double porte, un puits d'eau de source dite sacrée qui aurait eu un pouvoir curatif contre la fièvre. L'eau était vendue par les portiers par seau.
L'âge élevé du château est également cohérent avec l'apparition des premiers membres de la famille Batenburg, car les seigneurs de Batenburg apparaissent pour la première fois dans des documents écrits datant d'environ 1080. Malgré leur pouvoir - dû en grande partie à l'emplacement de leurs domaines et du château, à la frontière du Brabant et de la Gueldre - la famille Batenburg s'éteignit au XIIIe siècle.
Le mariage de Johanna Batenburg avec Guillaume Ier de Bronckhorst-Batenburg a apporté le château et la seigneurie à la famille Bronkhorst, impliquée dans un conflit à long terme avec les Heeckerens. Surtout à cette époque, le château a beaucoup souffert des conséquences des guerres locales. Batenburg a été assiégé plusieurs fois et a parfois été dévasté, comme lors du siège de Grave (1586). En 1641, le domaine passa au comte de Hoorne et, à la fin du XVIIe siècle, il devint la propriété des comtes de Bentheim et de Steinfurt. Le château de Batenburg était localement l'un des châteaux les plus anciens et les plus importants de la province de Gueldre.
La construction du château remonte environ à 1300. Le château est reconstruit en 1600 sur les fondations d'une ancienne structure. Il est détruit par le feu en 1794 et existe en ruines depuis cette date : le mur d'enceinte avec les tours, les restes de trois tours rondes supplémentaires avec le sol de surface en-dessous et les restes du portail d'entrée. Ce dernier est flanqué de deux tours semi-circulaires, construites avec des briques de pierre calcaire. Le moulin de Batenbourg appartenait au château.
Il est reconnu comme monument national avec le numéro 8725.

## Galerie

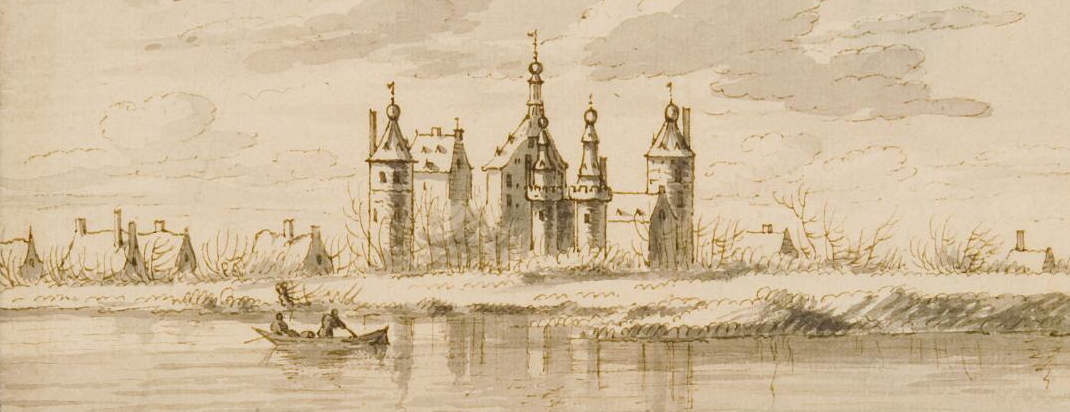
Représentation du château en 1674 par J. de Grave.
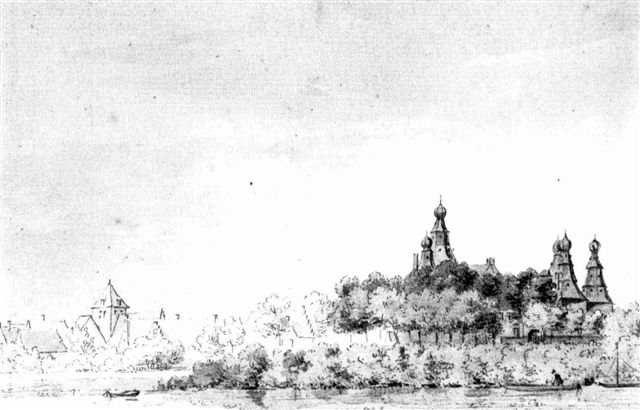
Illustration du château par Cornelis Pronk en 1732.
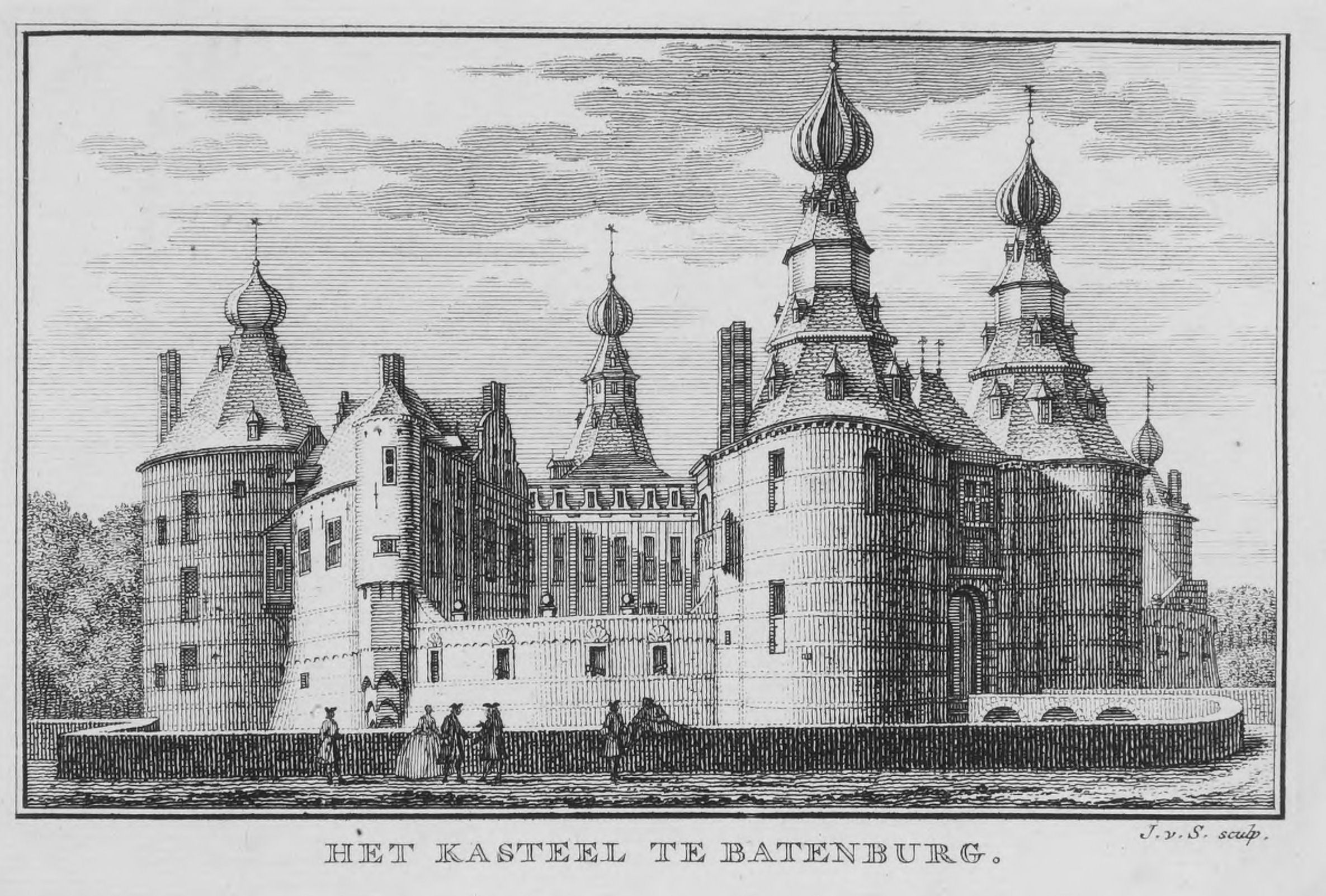
Château juste avant sa destruction de 1794.
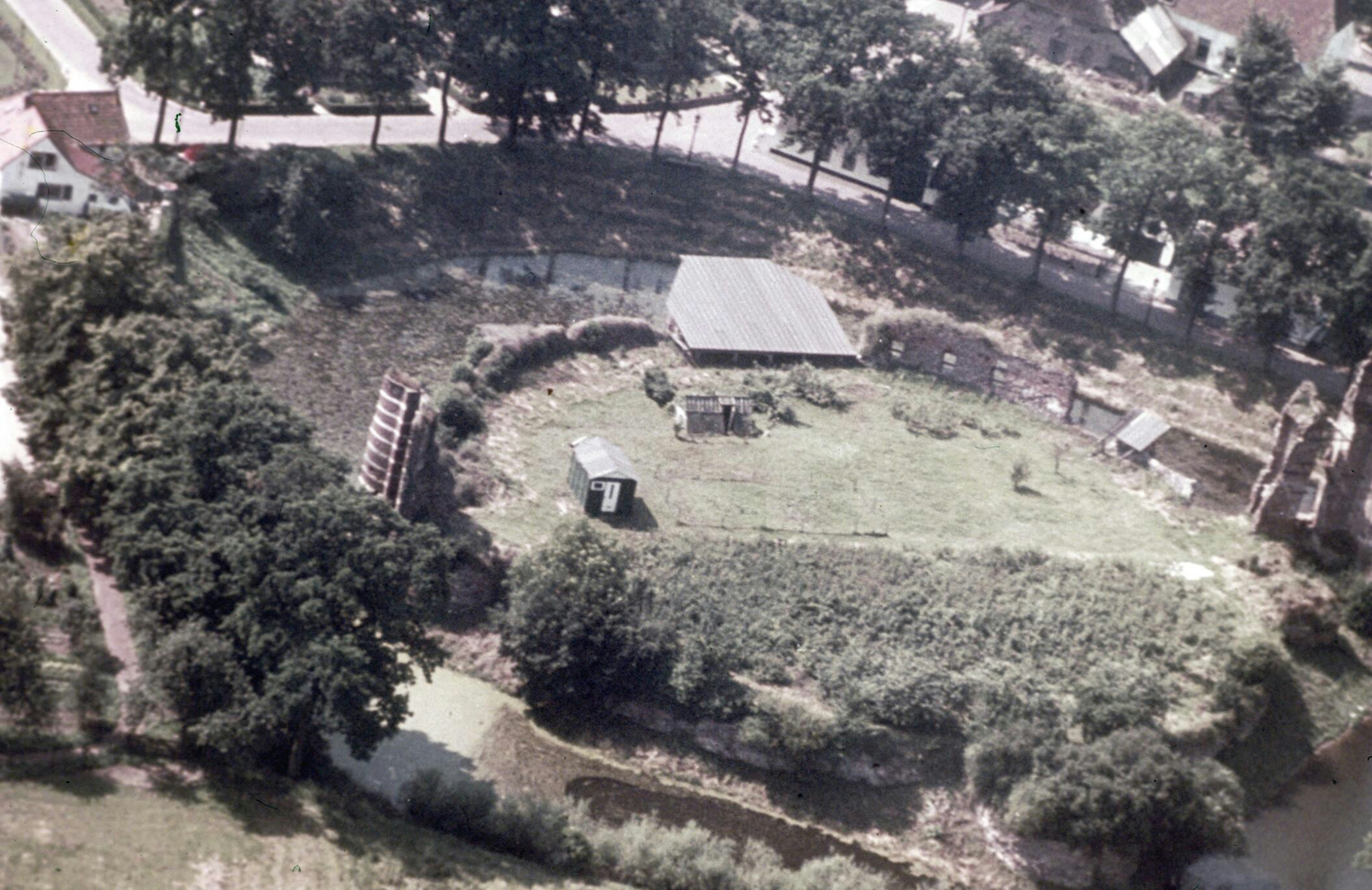
Vue aérienne du site fin XXe siècle.
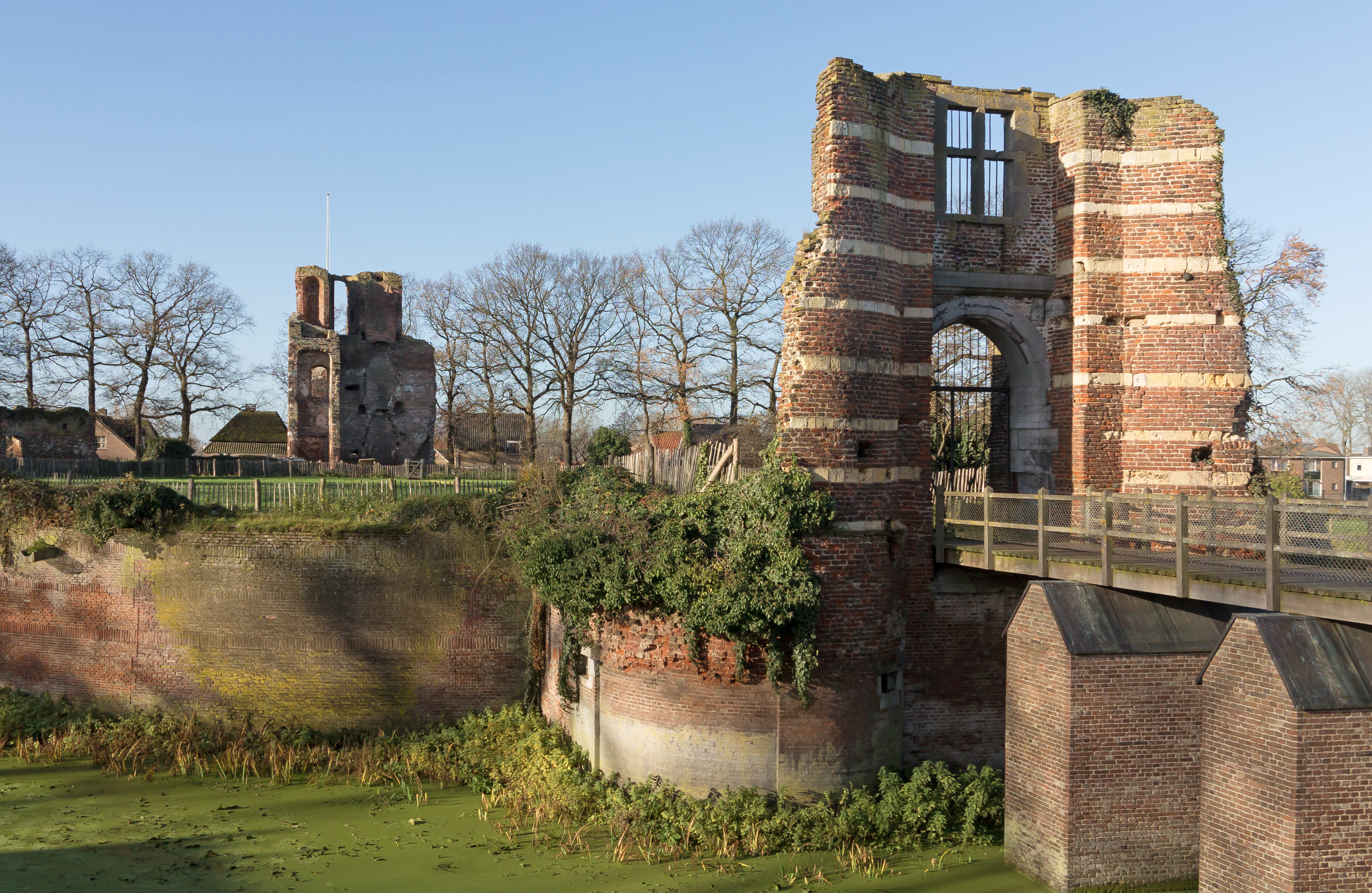
Vue de l'étendue du site (2008).
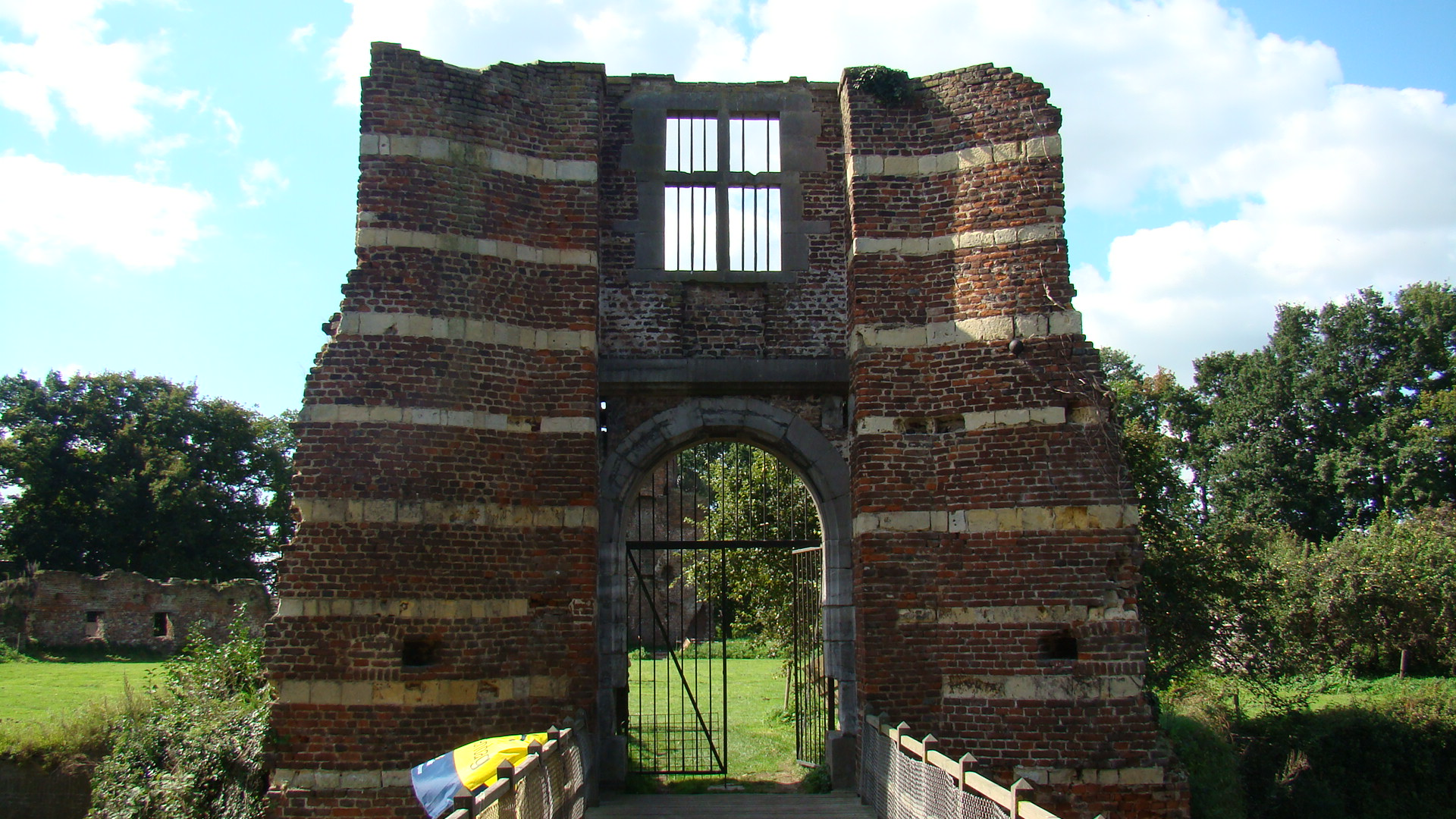
Vue du portail d'entrée (2008).
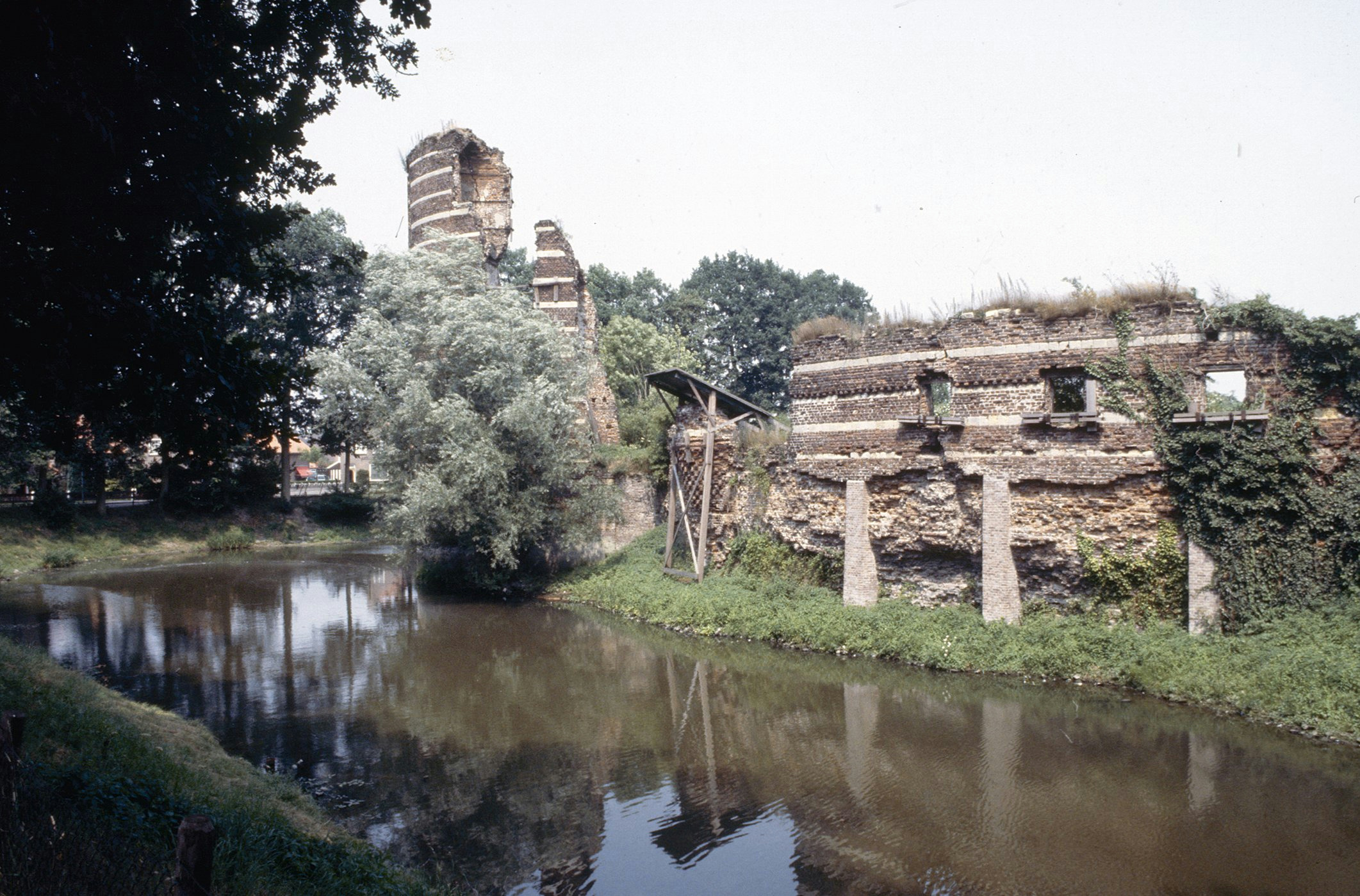
Photo couleur du Château de Batenburg, 1982.

## Sources
- (nl) Cet article est partiellement ou en totalité issu de l’article de Wikipédia en néerlandais intitulé « Kasteel Batenburg » (voir la liste des auteurs).

- (en) Cet article est partiellement ou en totalité issu de l’article de Wikipédia en anglais intitulé « Batenburg Castle » (voir la liste des auteurs).
- J.C. Bierens de Haan en J.R. Jas, Geldersche Kasteelen, tot defensie en eene plaisante wooninge (Châteaux de Gueldre, de la protection à la résidence). Arnhem/Zwolle, 2000.
- F.M. Eliëns en J. Harenberg, Middeleeuwse kastelen van Gelderland (Châteaux médiévaux de Gueldre). Delft, 1984.
- Dorian Krans en Hans Mils, Kastelengids van Nederland, Middeleeuwen (Histoires des châteaux des Pays-Bas, Moyen Âge). Haarlem, 1979.